# アンダー・カヴァー (オジー・オズボーンのアルバム)
『アンダー・カヴァー』（Under Cover）は、オジー・オズボーンが2005年に発表したカバー・アルバム。2005年に発表されたボックス・セット『プリンス・オブ・ダークネス』のディスク4で発表されたカバー曲の再収録を中心した内容だが、「ロッキー・マウンテン・ウェイ」「ゴー・ナウ」「ウーマン」「サンシャイン・オブ・ユア・ラブ」の4曲は『プリンス・オブ・ダークネス』には収録されておらず、本作が初出である。CD+DVDのフォーマットでもリリースされ、同バージョンにはブラック・サバス時代の楽曲のセルフ・カバー「チェンジズ」がボーナス・トラックとして収録された。
本作発表後には、ビートルズのカバー「イン・マイ・ライフ」がシングル・カットされて全英63位に達した。

## 収録曲
1. ロッキー・マウンテン・ウェイ - Rocky Mountain Way (Rocke Grace, Kenny Passarelli, Joe Vitale, Joe Walsh) - 4:32
  - ジョー・ウォルシュのカバー。
2. イン・マイ・ライフ - In My Life (John Lennon, Paul McCartney) - 3:30
  - ビートルズのカバー。
3. ミシシッピー・クイーン - Mississippi Queen (Corky Laing, Felix Pappalardi, David Rea, Leslie West) - 4:11
  - マウンテンのカバー。
4. ゴー・ナウ - Go Now (Larry Banks, Milton Bennett) - 3:42
  - ムーディー・ブルースのカバー。
5. ウーマン - Woman (J. Lennon) - 3:45
  - ジョン・レノンのカバー。
6. 21世紀のスキッツォイド・マン - 21st Century Schizoid Man (Robert Fripp, Michael Giles, Greg Lake, Ian McDonald, Pete Sinfield) - 3:52
  - キング・クリムゾンのカバー。
7. すべての若き野郎ども - All the Young Dudes (David Bowie) - 4:34
  - モット・ザ・フープルのカバー。
8. フォー・ホワット - For What It's Worth (Stephen Stills) - 3:20
  - バッファロー・スプリングフィールドのカバー。
9. グッドタイムス - Good Times (Vic Briggs, Eric Burdon, Barry Jenkins, Danny McCulloch, John Weider) - 3:45
  - エリック・バードン&アニマルズのカバー。
10. サンシャイン・オブ・ユア・ラブ - Sunshine of Your Love (Pete Brown, Jack Bruce, Eric Clapton) - 5:09
  - クリームのカバー。
11. ファイア - Fire (Arthur Brown, Vincent Crane, Mike Finesilver, Peter Ker) - 4:09
  - クレイジー・ワールド・オブ・アーサー・ブラウンのカバー。
12. ワーキング・クラス・ヒーロー (労働階級の英雄) - Working Class Hero (J. Lennon) - 3:22
  - ジョン・レノンのカバー。
13. 悪魔を憐れむ歌 - Sympathy for the Devil (Mick Jagger, Keith Richards) - 7:11
  - ローリング・ストーンズのカバー。

### ボーナス・トラック
1. チェンジズ - Changes  (Geezer Butler, Tony Iommi, Ozzy Osbourne, Bill Ward, Kelly Osbourne) - 4:06
  - ブラック・サバスのアルバム『ブラック・サバス4』収録曲のセルフ・カバー。娘のケリー・オズボーンとのデュエットで、歌詞の一部が変更されている。

## 参加ミュージシャン
- オジー・オズボーン - ボーカル
- ジェリー・カントレル - ギター
- クリス・ワイズ - ベース
- マイク・ボーディン - ドラムス
- レスリー・ウェスト - ギター・ソロ(on "Mississippi Queen")
- イアン・ハンター - ボーカル(on "All the Young Dudes")
- ロバート・ランドルフ - ギター・ソロ(on "21st Century Schizoid Man")、ペダル・スティール(on "Sympathy for the Devil")
- ケリー・オズボーン - ボーカル(on "Changes")

アディショナル・ミュージシャン
- Gregg Bissonette
- Joe Bonamassa
- Bogie Bowles
- Tabby Callaghan
- Louis Conte
- Jim Cox
- Madison Derek
- Steve Dudas
- Molly Foote
- Mark Hudson
- Sarah Hudson
- Michael Landau
- James Mastro
- Paul Santo
- Bruce Sugar